# A.M.O.U.R
Pour les articles homonymes, voir Amour (homonymie).
Albums de Renaud Hantson
 Petit homme  Des plaies et des bosses
A.M.O.U.R est un album rock de Renaud Hantson, sorti en 1992.